# 단군조선
단군조선(檀君朝鮮)은 한민족 최초의 국가로 전해지는 나라로, 《삼국유사》에서 최초로 언급되었다. 일반적으로 고조선의 역사를 왕조 또는 지배자에 따라 구분하여 단군이 다스렸던 첫 번째 시기를 지칭한다. 단군이 나라를 세워 1000여 년 동안 다스렸다고 전해진다. 조선 시대에는 전조선(前朝鮮)이라 부르기도 하였다.

## 역사
근대 역사학이 형성되기 이전에는 당시 고조선 지배자의 이름에 따라, 고조선의 역사를 단군조선, 기자조선, 위만조선로, 3개 시기로 구분하였다. 단군조선은 단군이 무진년(기원전 2333년)에 아사달 또는 평양에서 건국하였다고 한다. 단군은 약 1000여 년 동안 단군조선을 다스리다가 기묘년(기원전 1122년)에 기자에게 왕위를 물려주고 아사달의 산신이 되었다. 또는 기자가 오기 164년 전인 기원전 1286년에 왕위를 떠났다고 하기도 한다. 현대 한국의 역사학계에서는 기자조선을 인정하지 않기 때문에 기원전 11세기 무렵에 단군조선이 소멸되었다는 내용 역시 인정되지 않으며 위만조선이 성립되는 기원전 194년까지의 역사를 모두 단군조선 및 고조선의 역사로 보고 있다.
초기 단군조선의 강역은 평양 일대를 중심으로 한반도 북부에 있었다는 주장과 요동 일대를 중심으로 요동반도와 한반도 북부(평안도 및 황해도) 지역에 있었다는 주장이 양립하고 있다. 또한 일부 재야사학자들의 경우에는 "난하 요서설" 등을 근거로 요서 일대를 단군조선의 강역으로 주장하기도 한다. 단군조선(고조선)의 유물로 추정되는 미송리형 토기와 비파형동검을 통해 추측되는 강역은 랴오닝성과 한반도 북부 지역이다. 단군조선의 유물이 두 유물인 것은 확실시되고 있으나 두 유물의 출토지가 모두 단군조선의 강역이라고 보기에는 무리가 있다는게 대부분의 역사학자들의 의견이다.
현전하는 중국의 조선에 대한 기록으로는 기원전 7세기 무렵의 문헌인 《관자》에 등장하는 것이 가장 오랜 것이다. 기원전 323년 중국 전국시대의 연과 외교적 마찰이 있었으며, 서기전 3세기 초에 연의 공격으로 2천여 리의 강토를 상실하고 만번한을 경계로 삼았다. 이 무렵에 고조선의 중심지가 요동에서 평양으로 옮겨 갔다는 주장이 있다. 《위략》의 기록에 따르면 서기전 2세기 말 진시황이 중국을 통일하자 조선왕 부(否)가 형식적으로 진나라에 복속하였다고 한다. 이후 진 말기의 혼란기에 중국 유민들을 많이 받아들였으며 특히 기원전 195년, 위만의 망명을 받아들여 서쪽 변경의 수비를 맡겼다. 기원전 194년, 위만은 준왕을 쫓아내고 왕위를 찬탈하여 위만조선을 세웠다.

## 역사적 평가
고려시대와 조선시대에 단군조선은 국가의 시조로서 중요시되었다. 단군조선과 기자조선의 지배자인 단군과 기자는 국조(國祖)로서 제사를 지냈으며 단군조선은 조선의 역사가 중국에 못지 않게 오래되었다는 자부심으로 강조되었다.
그러나 문자 기록이 미비했던 시기의 고대 국가였던 탓에 단군조선과 관련된 기록은 매우 소략하고 정확한 연대도 알려져 있지 않으며, 이나마 중화사상을 바탕으로 한 사대주의로 인해 중국 은·주에서 도래한 기자가 시조로 선호되면서 사대부들에 의해 개별적으로 편찬된 많은 역사서들은 대부분 단군조선부터 역사를 기록하지 않고 기자조선 또는 삼국 시대를 기점으로 서술하고 있다. 단군조선은 기자조선의 기록에 부기(附記)되거나 별도의 기록으로 다루어졌다.
또한 고조선의 건국 연대에 있어서도 다양한 견해가 나타나고 있으나 일반적으로 단군조선 시기에 해당하는 기원전 23세기에서 기원전 11세기에 이르는 시기는 고조선이라는 국가가 형성되지 못하였던 때로 본다. 한편 단군에 대해서는 랴오닝성 및 한반도 서북부에 걸쳐 분포하던 여러 촌락 또는 부족 국가의 정치·종교적 지배자를 가리키는 것으로 이해한다.
조선민주주의인민공화국의 역사학계는 1990년대 이전까지 사회주의 역사학에 입각하여 단군조선 및 기자조선의 실체를 모두 인정하지 않고 고조선이라는 국가로 이해하였다. 또한 고조선의 강역을 랴오닝성 중심으로 비정하였다. 그러나 1990년대 이후 입장을 바꿔 단군릉을 발굴하는 등 단군신화를 역사적 실체로 이해하고 평양 일대를 고조선의 중심지로 강조하였다. 대한민국의 역사학계는 북한의 이러한 입장 변화를 주체사상이 북한의 역사관으로 강조되게 된 정치적 요인에 의한 것이라고 보고 있다.
2000년대 이후의 대한민국에서도 최근 2~3년 사이 정선, 춘천 등에서 청동기 초기 유물로 보이는 덧띠새김무늬 토기가 기원전 2000년쯤 사용된 것으로 보이는 빗살무늬 토기와 함께 발굴되어 청동기 문화를 가졌다는 고조선 건국시기와 청동기 도입 시기가 거의 일치하여 청동기 시대도 연대를 올려야 한다는 학계의 지적에 따라, 2007년 2월 23일에 대한민국 교육인적자원부는 ‘단군왕검이 고조선을 건국하였다고 한다’는 부분을 ‘단군왕검이 고조선을 건국하였다’로 좀더 명시적인 표현으로 수정할 것을 담은 서술 지침을 발표하였다.

## 문헌 기록
조선의 단군(檀君)은 동방(東方)에서 처음으로 천명(天命)을 받은 임금이고, 기자(箕子)는 처음으로 교화(敎化)를 일으킨 임금이오니, 평양부(平壤府)로 하여금 때에 따라 제사를 드리게 할 것입니다.— 《조선왕조실록》태조 1권, 1년(1392 임신 / 명 홍무(洪武) 25년) 8월 11일(경신) 2번째기사

우리 동방은 단군(檀君)이 시조인데, 대개 하늘에서 내려왔고 천자가 분봉(分封)한 나라가 아닙니다. 단군이 내려온 것이 당요(唐堯: 중국 제요)의 무진년(戊辰年)에 있었으니, 오늘에 이르기까지 3천여 년이 됩니다. (중략) 혹은 말하기를, ‘단군은 해외에 나라를 세워 박략(朴略)하고 글이 적고 중국과 통하지 못하였으므로 일찍이 군신(君臣)의 예를 차리지 않았다. 주(周)나라 무왕(武王)에 이르러서 은(殷)나라의 태사(太師: 기자)를 신하로 삼지 아니하고 조선에 봉하였으니, 그 뜻을 알 수 있다.— 《조선왕조실록》태종 31권, 16년(1416 병신 / 명 영락(永樂) 14년) 6월 1일(신유) 2번째기사

전 판한성부사(判漢城府事) 유사눌(柳思訥)이 상서하기를, “신이 삼가 세년가(世年歌)를 보건대, 단군은 조선의 시조입니다. (중략) 신이 세년가로 상고해 보건대, 단군이 처음에는 평양에 도읍했다가 후에는 백악(白岳)에 도읍했으며, 은나라 무정(武丁) 8년 을미에 아사달산(阿斯達山)에 들어가서 신이 되었는데, 그 노래에 이르기를, ‘1천 48년 동안 나라를 누리고, 지금도 사당이 아사달에 있네.’ 했으니, 어찌 그 근거가 없겠습니까. 또 더군다나 고려에서는 구월산(九月山) 밑에 사당을 세워 그 당우(堂宇)와 위판(位版)이 아직도 남아 있어서 세년가와 합치하니, 신의 어리석은 소견으로서는 이 곳(구월산)을 버리고 다시 사당을 다른 곳(평양)에다 세운다면 아마 그 장소가 잘못된 듯합니다. 삼가 생각하옵건대, 성상께서 재결(裁決)하시옵소서.”하니, 명하여 예조에 내리게 하였다.— 《조선왕조실록》세종 75권, 18년(1436 병진 / 명 정통(正統) 1년) 12월 26일(정해) 4번째기사

예조(禮曹)에서 황해도(黃海道) 삼성사(三聖祠)에 있는 단군(檀君)의 축문(祝文)을 평양(平壤) 단군사(檀君祠)의 예(例)에 의거하여 ‘전조선(前朝鮮) 단군’이라 쓸 것과 (중략)— 《조선왕조실록》숙종 28권, 21년(1695 을해 / 청 강희(康熙) 34년) 6월 6일(병신) 1번째기사

전조(前朝: 고려)의 옛 능(陵)과 단군(檀君)·기자(箕子)·신라·고구려·백제의 시조(始祖)의 능을 수축(修築)하라고 명하였다.— 《조선왕조실록》영조 101권, 39년(1763 계미 / 청 건륭(乾隆) 28년) 4월 22일(기유) 4번째기사

예조 판서 심수(沈鏽)가 임금에게 아뢰기를, “황해도 구월산(九月山) 삼성묘(三聖廟)의 위판(位版)의 흙으로 만든 것이 많이 훼손되었으니, 마땅히 개조(改造)해야 합니다.”하니, 임금이 부제학 서명응(徐命膺)을 불러 삼성(三聖)의 고적(故蹟)을 물으매, 서명응이 말하기를, “삼성은 곧 환인(桓因)·환웅(桓雄)·단군(檀君)이며, 역사에서 말하는 바 아사달산(阿斯達山)은 곧 지금의 구월산입니다.”하고, 그 고사(故事)를 심히 상세하게 아뢰었다. 임금이 말하기를, “그렇다면 환웅은 곧 단군의 아버지이고, 환인은 곧 단군의 할아버지이다.”하였다.— 《조선왕조실록》영조 106권, 41년(1765 을유 / 청 건륭(乾隆) 30년) 12월 8일(기유) 1번째기사

《동국통감 외기》(東國通鑑外紀)에는 "동방(東方)에는 최초에 군장(君長)이 없었는데, 신인(神人)이 단목(檀木) 아래로 내려오자 국인(國人)이 세워서 임금으로 삼았다. 이가 단군(檀君)이며 국호(國號)는 조선(朝鮮)이었는데, 바로 당요(唐堯) 무진년(戊辰年; 서기 전 2333)이었다. 처음에는 평양(平壤)에 도읍을 정하였다가 뒤에는 백악(白岳)으로 도읍을 옮겼다. 상(商)나라 무정(武丁) 8년(서기 전 1317) 을미(乙未)에 아사달산(阿斯達山)에 들어가 신(神)이 되었다"고 기록되어 있다. (원문, 檀君朝鮮《東國通鑑·外紀(동국통감·외기)》〈徐居正·崔溥 等 共撰(서거정·최부 등 공찬)〉東方初無君長, 有神人降于檀木下, 國人立爲君, 是爲檀君, 國號朝鮮, 是唐堯戊辰歲也. 初都平壤, 後徙都白岳, 至商.武丁八年乙未, 入阿斯達山爲神)
기타 단군조선에 대한 기록은 《삼국유사》, 《제왕운기》 등에 전해지는데, 일반적으로 《삼국유사》의 내용이 알려져 있다. 그는 아사달(阿斯達, 경(經)에는 무엽산(無葉山)이라 하고 또는 백악(白岳)이라고도 하는데 백주(白州)에 있었다.  혹은 또 개성(開城) 동쪽에 있다고도 한다.  이는 바로 지금의 백악궁(白岳宮)이다)에 도읍을 정하고 새로 나라를 세워 국호(國號)를 조선(朝鮮)이라고 불렀으니 이것은 요(堯)와 같은 시기였다."
단군신화라고도 부르는 이 건국신화는 고조선의 건국과 사회상을 알려주는 기록으로 중요한 가치를 지닌다. 그러나 단군조선의 역사를 상세하게 서술하고 있는 기록은 없다.
20세기 초에 일반에 알려진 《규원사화》, 《단기고사》, 《환단고기》, 《부도지》 등이 역사서의 형식으로 고조선의 역사를 상세하게 서술한 서적들이 있으나 대부분의 역사학자들은 이들을 위서로 판단하여 인정하지 않는다.

## 같이 보기
- 장당경